# Chikkakogalur, Channagiri
Chikkakogalur là một làng thuộc tehsil Channagiri, huyện Davanagere, bang Karnataka, Ấn Độ.